# Conus aemulus
Espèce
Statut de conservation UICN

 LC  : Préoccupation mineure
Conus aemulus est une espèce de mollusques gastéropodes marins de la famille des Conidae.
Comme toutes les espèces du genre Conus, ces escargots sont prédateurs et venimeux. Ils sont capables de « piquer » les humains et doivent donc être manipulés avec précaution, voire pas du tout.

## Description
La taille de la coquille varie entre 20 et 58 mm.

## Distribution
Cette espèce est présente dans l'océan Atlantique au large de l'Afrique de l'Ouest et de l'Angola.

### Niveau de risque d’extinction de l’espèce
Selon l'analyse de l'UICN réalisée en 2011 pour la définition du niveau de risque d'extinction, cette espèce ne se trouve que le long d'une zone côtière restreinte, de moins de 40 km de long, où on la trouve dans des eaux peu profondes jusqu'à 5 m de profondeur. La pollution et le développement de Luanda peuvent être un facteur mais ne sont considérés que comme une menace mineure pour les populations actuelles de cette espèce. Des prospections pétrolières ont été menées le long de la côte angolaise et, à un moment donné, l'exploration pétrolière pourrait constituer une menace pour cette partie de la côte angolaise, mais aucun développement n'est actuellement prévu pour ces activités, c'est pourquoi l'espèce a été évaluée comme étant de préoccupation mineure.

## Taxonomie

### Publication originale
L'espèce Conus aemulus a été décrite pour la première fois en 1844 par l'éditeur et naturaliste britannique Lovell Augustus Reeve (1814-1865) dans la publication intitulée « Conchologia Iconica, or, illustrations of the shells of molluscous animals »,.

### Synonymes
- Conus (Lautoconus) aemulus Reeve, 1844 · appellation alternative
- Conus tamsianus Dunker, 1853 · non accepté
- Varioconus aemulus (Reeve, 1844) · non accepté

## Identifiants taxonomiques
Chaque taxon catalogué par les bases de données biologiques et taxonomiques possède un identifiant qui permet d'établir un point de référence. Les identifiants de Conus aemulus dans les principales bases sont les suivants :
CoL : 5ZXMP - GBIF : 5728246 - iNaturalist : 150307 - IRMNG : 10833385 - TAXREF : 94299 - UICN : 192546 - 